# Przełęcz Nowickiego
Przełęcz Nowickiego (słow. Nowického sedlo, niem. Nowicki-Scharte, węg. Nowicki csorba, ok. 2105 m) – przełęcz położona w długiej wschodniej grani Świnicy w polskich Tatrach Wysokich, oddzielająca od siebie Buczynowe Czuby i Wielką Buczynową Turnię. Jest to największe obniżenie na odcinku pomiędzy Granatami a Ptakiem. Na północ z przełęczy opada do Zadnich Usypów w Pańszczycy krucha rynna, na południe do Dolinki Buczynowej prosty żleb. Po wschodniej stronie Przełęczy Nowickiego, już w masywie Wielkiej Buczynowej Turni ciągnie się skalista grań z kilkoma zębami, zakończona Budzową Igłą, od górnych partii oddzielona Budzową Przełączką.
Od 1911 r. na przełęcz prowadził szlak turystyczny z górnej części doliny Pańszczycy (zlikwidowano go z uwagi na zbyt kruche skały). Jeszcze w latach 50. XX wieku istniało kilka śladów czerwonej farby po tym znakowaniu. Przełęcz jest dostępna dla turystów przy przejściu granią, prowadzi przez nią szlak Orlej Perci. Zejście z Buczynowych Czub na Przełęcz Nowickiego ubezpieczone jest łańcuchami. Dalej szlak prowadzi w górę skalną rynną będącą wielką odnogą żlebu spod Budzowej Przełączki.
Siodło zostało nazwane na cześć poety Franciszka Henryka Nowickiego, autora Sonetów tatrzańskich i projektodawcy Orlej Perci. Pierwszy nazwy tej użył ks. Walenty Gadowski w roku 1902.
Pierwsze wejście turystyczne:

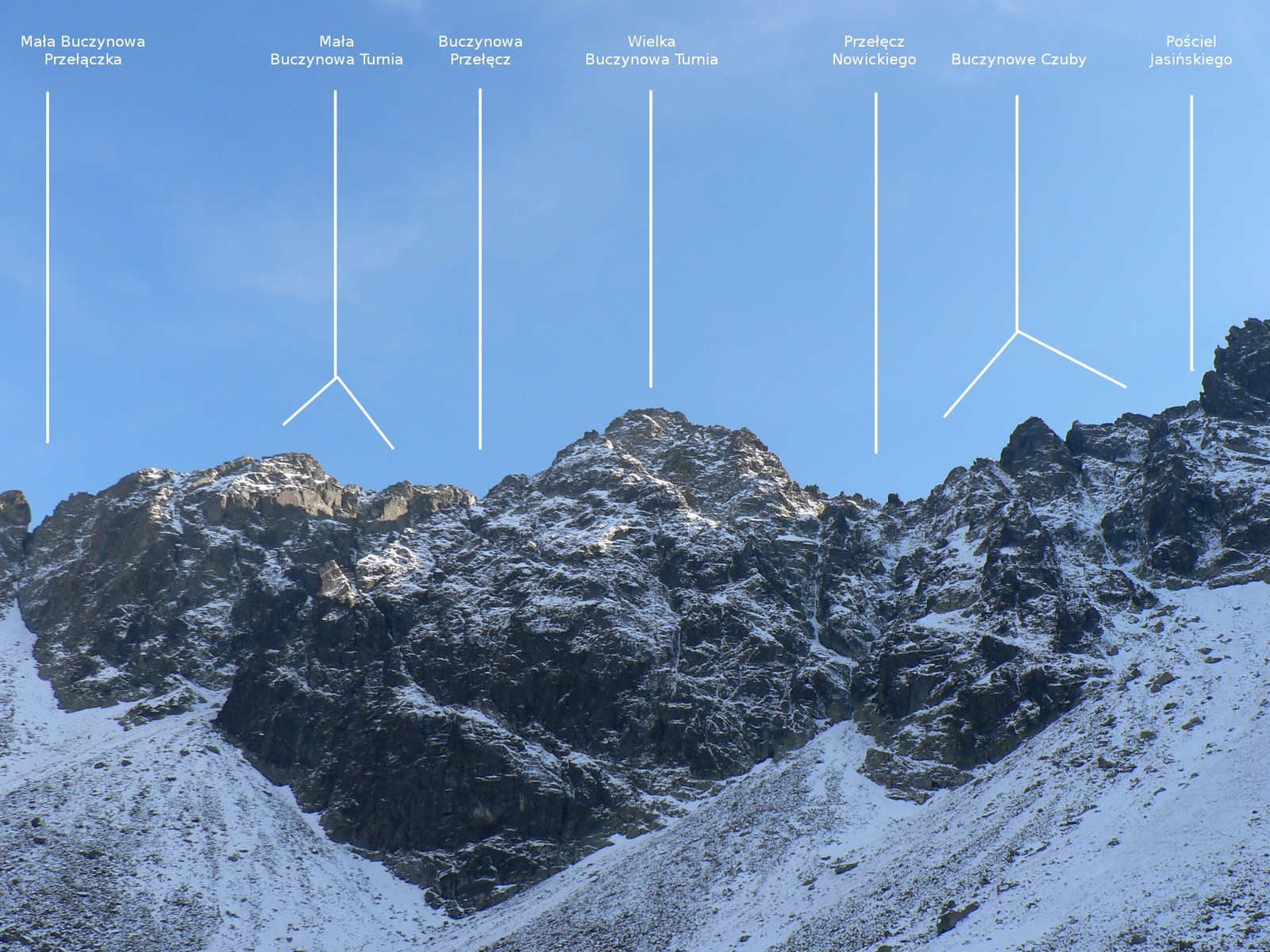
Widok na Przełęcz Nowickiego z Pańszczycy

- latem – ks. Walenty Gadowski, Franciszek Henryk Nowicki, Antoni Panek, tragarz Józef Budz, 19 sierpnia 1902 r.,
- zimą – Jan Sokołowski, Stanisław Sokołowski, 8 kwietnia 1925 r.[2]

## Taternictwo
Rejon Przełęczy Nowickiego dopuszczony jest do uprawiania wspinaczki skalnej, ale tylko od strony Dolinki Buczynowej. Jest tutaj kilka dróg wspinaczkowych:
- Od północy przez grzędę Buczynowych Czub; I stopień trudności w skali tatrzańskiej, czas przejścia 45 min[3].
- Od północy przez żleb Budzowej Przełączki; 0+, jedno miejsce I, 45 min (od wejścia w ścianę),
- Wprost południowym żlebem; II, 1 godz.
- Droga Nowickiego; 0+, 30 min (od wylotu żlebu)[3].

## Szlaki turystyczne
– czerwony (Orla Perć) przebiegający granią główną z Zawratu przez Kozi Wierch, Granaty, Przełęcz Nowickiego i Buczynowe Turnie na Krzyżne.
- Czas przejścia z Zawratu na Krzyżne: 6:40 h
- Czas przejścia z Krzyżnego na Kozi Wierch (część Zawrat – Kozi Wierch jest jednokierunkowa!): 3:35 h.